# Detonator (álbum)
Detonator é o quinto álbum de estúdio da banda de hard rock americana Ratt, lançado em 1990. O álbum recebeu o certificado de Ouro nos Estados Unidos.

## Certificações
| Estados Unidos (RIAA)                     | Ouro | 11 de dezembro de 1990 | 500.000* |
| *número de vendas baseado na certificação |      |                        |          |